# 입헌민주당 (2020년 일본)
입헌민주당(일본어: 立憲民主党, りっけんみんしゅとう 릿켄민슈토[*])은 일본의 정당이다. 중도좌파 성향이며, 입헌주의를 이념으로 표방하고 있다. 2021년 기준으로, 중참 양원에서 제1야당이다. 2020년 9월 15일 국민민주당과의 합당을 통해 입헌민주당 간판을 유지한 채 신설합당 방식으로 창당했다. 현재 당 대표는 노다 요시히코이다.

## 개요
2020년 9월에 구 입헌민주당 , 구 국민민주당과 동일 회파를 이루던 무소속 의원의 다수가 합류해 설립된 국정 정당이다. 구 입헌민주당의 명칭 · 로고를 계승하는 등 공통점도 많지만, 법령상 새로 설립된 다른 정당이다. 또한, 같은 해 9월 30일에 새로운 로고가 발표되었다.

## 역사

### 국민당과의 신설합당
2020년 8월 24일 구 입헌민주당, 구 국민민주당, 사회보장을 재건하는 국민회의, 무소속 포럼 2당 2그룹의 간사장이 신당을 창당하기로 합의하였다.
9월 10일에 실시된 선거 결과 대표는 구 입헌민주당 대표의 에다노 유키오가 당명에는 '입헌민주당'이 선정되었다.
9월 16일 오전 지병으로 사의를 표명했던 총리 아베 신조가 내각회의를 열어 내각 총사퇴하고 오후 총리대신 지명 선거에서 자유민주당 총재 스가 요시히데가 제99대 내각총리대신에 선출되었다. 이때의 수반 지명 선거에서는 입헌민주당, 일본공산당, 국민민주당, 사민당, 레이와 신센구미의 야당 5당은 에다노에 투표했다. 공산당이 다른 당의 당수에 투표한 것은 1998년 이후 22년 만이었다.
한편, 국민민주당과는 9월 14일에 참의원에서 통일 회파를 해소하였다. 10월 27일에는 중의원에서도 통일 회파를 해소하고 입헌민주당과 회파를 짜는 정당은 사민당만이 되었다. 또한, 입헌 측으로부터 합류를 타진했던 사민당에서는, 합류 찬성파와 반대파로 당내의 의견이 갈라져, 합류 찬성파인 사민당 간사장 요시다 다다토모 등은 10월에 해당에 의한 합류를 단념하였다. 11월 14일 임시 당대회에서 입헌에 합류 희망자의 탈당을 '용인'하는 의안이 근소한 차이로 가결되어 사실상 분열되었다. 12월 24일 요시다와 사민당 부당수 요시카와 하지메가 사민당에 탈당 신고서를 냈고, 입헌민주당에 입당 신청서를 제출해 모두 같은 날 접수되었다.
차기 중의원 선거를 향해서는 입헌민주당 내에서 구 입헌·구 국민 출신자와 무소속 합류 의원이 경합하는 선거구가 합류하는 시점에서 10곳이 있었다. 하지만, 11월 말까지 니가타 6구를 제외한 9개 선거구에서 후보자를 단일화하였고, 12월에 에다노는 “다 공천을 고집하지 않아도 면에서 싸우는 구조는 보여 왔다”라고 말해 국민민주당이나 사민당과 합해 중의원 정수의 과반수인 233명을 넘는 후보자를 옹립할 방침을 나타냈다. 국민민주당과의 연계에 대해선 "이상한 일을 하지 않으면 현직이나 이른 단계부터 정해져 있는 곳에 후보자를 부딪치지 않겠다"고 했다. 2021년 1월 12일 상임간사회에서 구 입헌과 구 국민의 마지막 경합구였던 니가타 6구에서 후보 단일화. 이에 따라 입헌민주당 내 경합구는 모두 해소되었고, 간사장 후쿠야마는 향후 공산·국민·사민과의 선거구 조정을 진행할 뜻을 나타냈다.

### 2021년 도의원 선거・제49회 중의원 선거
6월 17일 에다노는 지지 모체인 연합(일본노동조합총연합회) 중앙위원회에 참석해 공산당과의 협력에 대해 "이념에 따라 다른 부분이 있기 때문에 공산당과의 연정은 생각하지 않는다. 공유정책에서의 부분(부분적) 연계와 후보자 단일화에 노력하겠다"라고 말해 국민민주당과 연계를 위한 협의를 가속화할 의향을 나타냈다.
7월 치러진 도쿄도의회 의원 선거에서는 1~2인 구를 중심으로 공산당과 후보자의 분배를 실시, 입헌민주당은 개선 전 8석에서 늘어 15석을 얻었다. 당 도쿄도련 회장인 나가쓰마 아키라는 선거 결과에 대해 "의석을 늘려 도의회에서 역할을 할 수 있는 최소한의 진용을 갖추게 됐다"라고 말했다. 한편, 자민, 공명당 양당과 도민퍼스트회, 공산당을 밑돌아 도의회 제5당에 머물자, 에다노는 "자민당을 대신할 선택은 우리밖에 없는 것이라는 것이 충분히 도달하지 못한 선거가 되어 버렸다"라고 반성의 변을 밝혔다.
도의원 선거 후의 7월 15일에 입헌민주당은 연합과의 사이에 차기 중의원 선거를 향한 정책 협정을 체결했다. 연합은 당초, 국민민주당도 포함한 3자에서의 협정 체결을 목표로 하고 있었지만, 입헌 측이 도의선에서 연합 추천의 국민 후보를 지원하지 않고, 공산 후보를 응원한 것에 국민 측이 반발. 그래서 양당은 같은 문언의 정책 협정을 따로 체결했다. 국민민주당과는 7월 16일에 "현직 의원·공천 내정자가 있는 소선거구는 원칙, 경합 후보를 옹립하지 않는다" "비현직의 선거구 조정도 집권여당을 이롭게 하지 않게 한다"라고 한 각서에 양당의 선대 위원장이 서명했지만, "비례 선거는 소선거구 후보의 정당의 운동을 원칙으로 한다"라고 하는 문언에 국민 측이 반발. 이후 8월 17일에 이 문구를 삭제함으로써 국민 측이 수정안을 양승하였다.
9월 16일 입헌민주당 에다노 대표는 일본 공산당의 적의 향방론에 입각한 폭력혁명 방침에 대해 적어도 지금 공산당이 폭력혁명을 지향하고 있다고는 전혀 생각하지 않는다고 말했다. 입헌민주당이 중의원 선거에서 정권 교체를 실현해 "에다노 내각"을 구성했을 때에는, 종래의 정부 견해를 변경할 가능성을 시사했다.
9월 30일, 에다노는 공산, 국민, 사민, 레이와의 야당 4당과의 당수 회담을 연달아 실시해, 차기 중의원 선거를 향한 제휴 강화를 확인했다. 공산당과는 중의원 선거에서 입헌민주당 정권이 실현되었을 경우에, 공산이 연립에 들어가지 않고, "한정적인 각 외로부터의 협력"을 할 방침으로 일치했다. 입헌민주당이 정권 운영의 틀에서 공산당과 합의하는 것은 이번이 처음이었다. 에다노는 기시다 후미오 자민당 신임 총재 취임에 따른 총리 지명 선거와 관련해 야 4당에 투표하라고 요구했고, 국민민주당을 제외한 야 3당은 응하겠다고 밝혔다.
10월 31일 제49회 중의원 의원 총선거에서는 공시 전의 109석보다 13석 낮은 96석에 그쳤다. 소선거구는 공시 전 48석에서 57석으로 늘었지만 비례대표는 공시 전 62석에서 39석으로 대폭 줄였다. 소선거구에서 자민당의 아마리 아키라 간사장과 이시하라 노부테루 전 간사장 등 중진 의원들을 꺾고 자민당의 의석을 감소시킨 데 대해 에다노는 "많은 선거구에서 여당 후보와 접전을 벌일 수 있었다"고 회고하며 "야권 연계에 일정한 성과가 있었다"고 총괄한 뒤 "더 뻗어나가기 위해 이 노선으로 앞으로 나아가겠다"고 말했다. 그러나 목표로 내건 정권교체는 이루지 못하고 자당의 히라노 히로후미 대표대행 겸 선대위원장, 쓰지모토 기요미 부대표 등 당직자들이 비례 부활도 하지 못하고 낙선했고, 오자와 이치로, 나카무라 기시로 등 베테랑 의원들도 지역구에서 패배하는 참패를 당했다. 이 결과를 두고 나가쓰마 아키라 부대표나 후쿠야마 데쓰로 간사장은 "(정권 교체는) 현 상태로는 꽤 어렵다. 이번 결과를 이정표로서 대처를 심화시키고 싶다", "결과를 받아들여 향후 야권의 방식을 생각하고 싶다"고 말했다. 에다노는 10월 31일 밤 대표직 사퇴를 부인했으나, 11월 2일 임원회의에서 대표직에서 인책 사퇴 의사를 밝혔다.

### 2021년 대표 선거
11월 10일 사임하는 에다노의 후임을 결정하는 대표 선거 일정을 11월 19일 고시하고 30일 투개표 하기로 했다. 이틀 후인 11월 12일에는 에다노의 사임이 정식으로 승인되었다.
대표 선거는 19일 고시돼 오사카 세이지, 오가와 준야, 이즈미 겐타, 니시무라 지나미 등 4명(신고 순서)이 입후보를 신고했다. 투개표 결과 이즈미 겐타가 대표로 선임되었다.
같은 해 12월 4일, 이즈미 대표는 후쿠오카시에서 열린 당 후쿠오카현 연대회에서 "집행 임원회는 12명으로 구성한다"라고 발표하였다. 12월 6일 양원의원총회가 열려 당은 집행임원 12명 중 6명을 여성으로 하는 새로운 인사를 결정했다. 이로써 이즈미가 대표선거에서 주장한 "집행 임원의 절반을 여성으로 채우겠다"는 공약이 달성되었다.

## 정책

### 내정
일본국 헌법의 이른바 3대 원리(국민주권·기본적 인권의 존중·평화주의)를 견지한다. 또한 입헌주의를 심화시킨다는 관점에서 미래지향의 헌법 논의를 실시하기로 하고 있다. 또한 풀뿌리 소리에 근거한 숙의도 중시하는 적절한 정치·재무 행정 개혁을 실행한다. 실효성 있는 공문서 관리, 정보 공개를 철저히 하여 투명하고 공정한 신뢰받는 정부를 실현한다. 다양한 주체에 의한 자치를 존중하고, 지역의 책임과 창의력에 의한 자율을 가능하게 하는 진정한 지방자치 확립을 목표로 한다.

### 사회
인권을 존중하고 자유로운 사회를 지향하며 반차별적인 입장을 취한다. 젠더 평등, 성적 지향·성자인, 장애 유무, 고용형태, 가족 구성 등으로 차별받지 않는 사회를 구축한다. 또한 다양성을 인정하고 서로 의지하는 공생사회를 목표로 지역의 특성을 살린 재생 가능 에너지를 기본으로 하는 분산형 에너지 사회를 만들어, 원전 제로 사회를 하루빨리 실현한다. 생물, 자연 환경의 조화를 도모하고 지속 가능한 사회를 목표로 하고 있다.

### 경제
"사람에 대한 투자"를 중시해 과도한 자기 책임론에 빠지지 않고, 공정한 배분을 통해 격차를 해소하는 것으로, 개개인이 행복을 실감할 수 있는 사회를 구축한다. 식량, 에너지, 살기 위해 필요한 서비스를 확보할 수 있는 경제를 지향함. 과학기술 발전에 공헌하여 개인정보·권리가 보호되고 개인의 생활이 침해되지 않는 사회를 목표로 한다.

### 사회 보장
지속 가능하고 안심할 수 있는 사회 보장을 확립한다. 평생 학습·도전의 기회를 확보하고 일하는 방식과 생활 방식을 유연하게 선택할 수 있는 안심 사회를 실현한다. 사회 전체적으로 아이의 육성을 지원하고 희망하는 사람이 안심하고 아이를 낳아 기를 수 있는 사회를 만들다.

### 위기 관리
재해나 감염 등의 사회적 위기에 있어서도 안정적으로 작동하는 실행력이 있는 정부를 실현해, 동일본 대지진 등 재해로부터의 부흥에 진력한다.

### 외교・안보
국제 공조와 전수 방위를 관철하여 현실적인 외교·안전 보장 정책을 추진한다. 건전한 미일동맹을 축으로 주변 국가를 비롯한 세계 각국과의 제휴를 목표로 하는 국제 연합 등 타국 간 협력의 틀에 따라, 기후 변화 등 지구 규모의 과제에 마주하여, 국제사회의 항구 평화와 번영에 공헌한다고 하고 있다. 인도적 지원·경제 협력 등을 추진하여 핵무기 폐기를 목표로 인간의 안전 보장을 실현한다. 자국뿐 아니라 타국과 함께 이익을 누리는 "열린 국익"을 추구한다는 것이다. 일본의 문화 예술을 소중히 하는 동시에, 세계의 다양한 문화와 교류하면서, 폭넓은 문화 예술 활동의 진흥을 도모한다.

## 직책

### 역대 대표
| 대  | 초상 | 이름 (출생~사망)      | 취임일           | 퇴임일           | 비고 |
| --- | ---- | --------------------- | ---------------- | ---------------- | --- |
| 1대 |      | 에다노 유키오 (1964~) | 2020년 9월 15일  | 2021년 11월 30일 | 구 입헌민주당 대표 2021년 11월에 열릴 특별국회 폐회일에 사퇴하겠다고 했으며 12일에 정식으로 승낙받았다. 당칙에 의해, 계속해서 새 대표 취임까지 직무를 계속한다. |
| 2대 |      | 이즈미 겐타 (1974~)   | 2021년 11월 30일 | 2024년 9월 23일  | 취임 전엔 입헌민주당 정조 회장. |
| 3대 |      | 노다 요시히코 (1957~) | 2024년 9월 23일  |                  | 일본 전 총리 |

### 당직자
- 2021년 12월 6일 기준.

| 직책                         | 이름            | 소속   | 출신정당·회파 | 파벌    |
| ---------------------------- | --------------- | ------ | ------------- | ------- |
| 대표                         | 이즈미 겐타     | 중의원 | 구 국민민주당 | 이즈미G |
| 대표 대행                    | 오사카 세이지   | 중의원 | 구 입헌민주당 | 곤도G   |
| 간사장                       | 니시무라 지나미 | 중의원 | 구 입헌민주당 | 간G     |
| 상임간사회 의장              | 마키야마 히로에 | 참의원 | 구 입헌민주당 | 무파벌  |
| 참의원 의원회장              | 미즈오카 슌이치 | 참의원 | 구 입헌민주당 | 곤도G   |
| 참의원 간사장                | 모리 유코       | 참의원 | 구 국민민주당 | 오자와G |
| 참의원 국회대책위원장        | 난바 쇼지       | 참의원 | 구 입헌민주당 | 곤도G   |
| 참의원 정책조사회장          | 가와다 료헤이   | 참의원 | 구 입헌민주당 | 간G     |
| 선거대책위원장               | 오니시 겐스케   | 중의원 | 구 국민민주당 | 이즈미G |
| 정무조사회장                 | 오가와 준야     | 중의원 | 무소속 포럼   | 곤도G   |
| 국회대책위원장               | 마부치 스미오   | 중의원 | 구 국민민주당 | 이즈미G |
| 조직위원장                   | 요시카와 사오리 | 참의원 | 구 입헌민주당 | 곤도G   |
| 기업·단체 교류위원장         | 고미야마 야스코 | 중의원 | 구 국민민주당 | 시나G   |
| 연결되는 본부 본부장 대행    | 다나부 마사요   | 참의원 | 구 국민민주당 | 시나G   |
| 젠더평등추진본부 본부장      | 도쿠나가 에리   | 참의원 | 구 국민민주당 | 곤도G   |
| 젠더평등추진본부 본부장 대행 | 오카모토 아키코 | 중의원 | 구 입헌민주당 | 무파벌  |
| 양원 의원 총회장             | 아베 도모코     | 참의원 | 구 국민민주당 | 곤도G   |

### 고문직
| 최고 고문 | 간 나오토     |
| 최고 고문 | 노다 요시히코 |
| 상임 고문 | 오카다 가쓰야 |
| 상임 고문 | 군지 아키라   |
| 상임 고문 | 가이에다 반리 |

## 당의 세력

### 소속 국회의원
입헌민주당의 참의원 소속 인원수는 45석이며 회파별 의석 수는 44석이다. 또한, 중의원 소속 인원수는 96석이며 회파별 의석 수는 95석이다.

### 교섭 단체에 소속된 국회의원

#### 중의원 의원
입헌민주당・무소속
- 사회민주당
  - 아라가키 구니오 (오키나와 2구)
- 무소속
  - 요네야마 류이치 (니가타 5구)

#### 참의원 의원
입헌민주 · 사민
- 사회민주당
  - 후쿠시마 미즈호 (비례구 · 2022년 개선)

## 역대 선거 결과

### 중의원 선거
| 선거명        | 의석      | 득표율 | 대표          |
| ------------- | --------- | ------ | ------------- |
| 제49회 총선거 | 96 / 465  | 20.0%  | 에다노 유키오 |
| 제50회 총선거 | 148 / 465 | 31.8%  | 노다 요시히코 |

### 참의원 선거
| 선거명          | 의석     | 득표율 | 대표        |
| --------------- | -------- | ------ | ----------- |
| 제26회 통상선거 | 17 / 125 | 12.77% | 이즈미 겐타 |

## 같이 보기
- 일본사회당
- 민주당 (일본, 1998년)

### 주해
1. ↑  절차상으로는, 구 국민민주당 소속으로 신 입헌민주당의 창당에 참가하는 의원들이 잠정적으로 창당한 민주당이 직접적 전신 정당이다.

### 참조
1. ↑  https://r.nikkei.com/article/DGXMZO63861060V10C20A9PP8000?s=4
2. ↑   立民 新ポスター [입민 새로운 포스터]. 《요미우리 신문（일간 13판）》 (일본어) (요미우리 신문 도쿄 본사). 2020년 11월 11일. 4면.
3. ↑  일본 통합 야당 대표에 에다노 입헌민주당 대표 선출(종합), 연합뉴스, 2020년 9월 10일 작성, 2020년 9월 10일 확인.
4. 1 2 3 4 5 6 7 8 9 10 11 12 13 14 15 16 17 18 19 20 21 22 23 24 25 26 27 28 29 30 31 32 33 34  입헌민주당 강령 보관됨 2020-09-20 - 웨이백 머신 (일본어), 2020년 9월 20일 확인.
5. ↑  “CDP leader Yukio Edano stresses break with neoliberalism”. 재팬 타임스. 2021년 2월 3일에 원본 문서에서 보존된 문서. 2021년 2월 20일에 확인함.
6. ↑  “Editorial: New leader of Japan's opposition CDP faces rocky road to rejuvenate party”. The Mainichi. 2021년 12월 1일. 2021년 12월 13일에 확인함. Izumi, 47, is a conservative, centrist young leader
7. ↑  “Social Democratic Party to split; most Diet members to join CDPJ” (일본어). The Nikkei. 2018년 2월 25일. 2020년 11월 15일에 확인함.
8. ↑  “Japan’s ruling conservatives have been returned to power, but amid voter frustration, challenges lurk for Kishida”. 《The Conversation》. 2021년 11월 1일. 2021년 11월 13일에 확인함. The main opposition, the centrist Constitutional Democratic Party, lost 13 seats, to end up with 96. Other smaller opposition parties only shifted slightly, with the Japanese Communist Party dropping two to ten, and the centre-right Democratic Party for the People gaining three to reach 11.
9. ↑  http://georgiapoliticalreview.com/a-new-party-a-new-mandate-and-the-demise-of-the-japanese-left/
10. ↑  “보관된 사본”. 2019년 7월 23일에 원본 문서에서 보존된 문서. 2020년 9월 15일에 확인함.
11. ↑  “【公告】立憲民主党代表選挙2021 有権者数に関する公告”. 입헌민주당. 2021년 11월 16일에 확인함.
12. ↑  당 본부 소재지, 입헌민주당 공식 웹 사이트 (일본어), 2017년 12월 27일 확인.
13. ↑  “Council of Asian Liberals and Democrats”. 《cald.org》 (영어). 아시아 자유민주연맹.
14. ↑  도도부현과 시구정촌을 포함한 의석수다.
15. ↑  【代表会見】党のロゴマークを発表、6つの調査会長を選任, 입헌민주당 공식 웹 사이트 (일본어), 2020년 10월 7일 확인.
16. ↑  “合流新党結成へ基本合意に署名　立憲、国民と無所属グループ「政権交代一翼担う」”. 《마이니치 신문》. 2020년 8월 24일.
17. ↑  立憲、国民、衆院会派「社保」、無所属フォーラムで新党結党に合意。新党の規約、代表選出・党名決定規程も確認 보관됨 2020-09-01 - 웨이백 머신, 입헌민주당 공식 웹 사이트 (일본어), 2020년 9월 17일 확인.
18. ↑  “合流新党、代表に枝野氏を選出　党名は「立憲民主党」”. 《아사히 신문》. 2020년 9월 10일.
19. ↑  “野党4党、首相指名選挙で枝野氏に投票　共産は22年ぶり他党首に”. 《마이니치 신문》. 2020년 9월 16일.
20. ↑  “野党２新党が参院会派解消　立民と国民、衆院は継続”. 《산케이 신문》. 2020년 9월 14일.
21. ↑  “国民、衆院会派が独立”. 《Jiji 통신》. 2020년 10월 27일. 2020년 10월 31일에 원본 문서에서 보존된 문서. 2020년 12월 30일에 확인함.
22. ↑  “社民党に分裂危機　国会議員4人中3人が離党の可能性”. 《아사히 신문》. 2020년 10월 22일.
23. ↑  “社民党分裂が確定的に　村山元首相「さらに小さく…残念」　立民合流容認、福島党首のみ残留へ”. 《산케이 신문》. 2020년 11월 14일.
24. ↑  “元社民幹部２人が立民に入党　国会議員１５３人に”. 《산케이 신문》. 2020년 12월 24일.
25. ↑  “「競合」選挙区、調整難航　旧立憲と旧国民、融和に腐心　結党１カ月”. 《마이니치 신문》. 2020년 10월 16일.
26. ↑  “立民　合流後も支持低迷…新党３か月　選挙区調整、政策作り停滞”. 《요미우리 신문》. 2020년 12월 15일.
27. ↑  “立民・枝野氏、衆院選「面で戦う」…国民や社民とあわせ過半数超擁立を強調”. 《요미우리 신문》. 2020년 12월 12일.
28. ↑  “「年内210人擁立めざす」　次期衆院選へ立民・枝野氏”. 《니혼케이자이 신문》. 2020년 12월 14일.
29. ↑  “立民、党内競合の調整決着　衆院新潟６区に梅谷氏”. 《산케이 신문》. 2021년 1월 12일.
30. ↑  “「理念違う共産と連立、考えてない」　立憲・枝野氏、連合に説明”. 《마이니치 신문》. 2021년 6월 17일.
31. ↑  “「共産との連立政権考えていない」　立憲・枝野氏が表明”. 《마이니치 신문》. 2021년 6월 17일.
32. ↑  “自民が第１党奪還、公明と合わせ過半数には届かず…都民ファは議席減らす”. 《요미우리 신문》. 2021년 7월 5일.
33. ↑  “自民、衆院選へ危機感　コロナ・五輪対応に反発―菅首相「選挙の顔」不安も・都議選”. 《Jiji 통신》. 2021년 7월 5일. 2021년 7월 9일에 원본 문서에서 보존된 문서. 2021년 7월 17일에 확인함.
34. ↑  “共産・立憲、都議選共闘手応え 志位氏「協議進めたい」”. 《아사히 신문》. 2021년 7월 5일.
35. ↑  “立憲・枝野氏、都議選で反省の弁　「届いていない選挙」”. 《아사히 신문》. 2021년 7월 6일.
36. ↑  “連合挟んで立憲、国民にらみ合い　個別に政策協定　野党共闘に溝”. 《마이니치 신문》. 2021년 7월 15일.
37. ↑  “連合が立民・国民と個別に政策協定、中身は全く同じ…共産との連携に温度差で”. 《요미우리 신문》. 2021년 7월 16일.
38. ↑  “国民民主、立憲との「覚書」を了承　衆院選協力で合意”. 《아사히 신문》. 2021년 8월 18일.
39. ↑  “「共産は暴力革命方針」の政府見解、枝野内閣で変更も”. 《산케이 신문》. 2021년 9월 16일.
40. ↑  “立憲と共産、初の閣外協力合意　政権交代目指し候補者調整進める”. 《마이니치 신문》. 2021년 9월 30일.
41. ↑  “立憲・枝野代表2日にも進退判断”. 《교도 통신사》. 2021년 11월 1일. 2021년 11월 1일에 원본 문서에서 보존된 문서. 2021년 11월 2일에 확인함.
42. ↑  “立民伸び悩み、波乱相次ぐ 枝野氏、政権交代果たせず”. 《교도 통신사》. 2021년 11월 1일. 2021년 11월 4일에 원본 문서에서 보존된 문서. 2021년 11월 13일에 확인함.
43. ↑  “自民単独過半数、立民は惨敗…維新が第３党に躍進”. 《요미우리 신문》. 2021년 11월 1일. 2021년 11월 4일에 원본 문서에서 보존된 문서. 2021년 11월 27일에 확인함.
44. ↑  “【衆院選詳報】自民は261議席、甘利幹事長は辞意　立民は96議席、維新は躍進の41議席”. 《도쿄 신문》. 2021년 11월 1일.
45. ↑  “立民幹部に笑顔少なく「一里塚」　枝野氏、共闘の成果強調【２１衆院選】”. 《지지통신》. 2021년 11월 1일. 2021년 11월 22일에 원본 문서에서 보존된 문서. 2021년 11월 27일에 확인함.
46. ↑  “立民・枝野氏、代表辞任を否定　維新と連携せず”. 《산케이 신문》. 2021년 10월 31일.
47. ↑  “立民 枝野代表 辞任の意向表明 衆院選 議席減で引責”. 《NHK》. 2021년 11월 2일.
48. ↑  “立民代表選 11月19日告示 30日投開票で最終調整”. 《NHK》. 2021년 11월 10일.
49. ↑  “立憲・枝野代表が正式に辞任「私の力不足」　新代表は30日に選出”. 《아사히 신문》. 2021년 11월 12일.
50. ↑  “立憲民主党 代表選が告示 4人が立候補の届け出”. 《NHK》. 2021년 11월 19일.
51. ↑  “役員半数が女性、達成見通し　６日発表―泉立民代表”. 《지지통신》. 2021년 12월 4일. 2021년 12월 5일에 원본 문서에서 보존된 문서. 2021년 12월 11일에 확인함.
52. ↑  “ジェンダー平等へ、立憲民主党の執行役員は半数が女性　泉氏の公約実現”. 《도쿄 신문》. 2021년 12월 6일.